# Yūmao
Yūmao (ゆうまお?  nacida el 11 de febrero de 1980 en Tokio, Japón) es una cantante y compositora japonesa. Ella es una graduada del Colegio Kunitachi Música y también actúa como un cantante indie con el alias Mayuko. Su música es producida por FlagShip y Lantis. Yūmao es un seudónimo que asumió a finales de 2002, utilizadas principalmente al escribir y componer canciones para anime y el ordenador y Videojuegos, como Galaxy Angel y D.C.: Da Capo, y seiyū, como Mai Nakahara y Ryōko Shintani.

## Nombre
El nombre proviene de  (優魔王 yūmaō?), que a su vez se forma a partir de  (優しい魔王 yasashii maō?, lit. qué diablos); la sonido larga "o" al final se abandonó debido a la desmesura.

## Temas
Sus dos singles, "Michishirube" y "Sweet Home Song" han sido tema cierre del anime Kashimashi ~Girl Meets Girl~ y Asatte no Houkou, respectivamente. Además, su canción "Kimi no Tame ni Dekiru Koto" se jugó en el episodio doce de Kashimashi y su canción "Omoide ga Hoshikatta" fue lanzado en el álbum vocal de Onegai Twins Esquisse.

## Discografía

### Yūmao

#### Singles
- Michishirube (25 de enero de 2006)
  1. "Michishirube" (みちしるべ lit. Route Marker?)
  2. "Song Rider" (ソングライダー Songu Raidā?)
  3. "Michishirube" (Hikigatari) (みちしるべ（弾き語り）?)
  4. "Michishirube" (instrumental) (みちしるべ（インスト）?)
  5. "Song Rider" (instrumental) (ソングライダー（インスト）?)

- Sweet Home Song (8 de noviembre de 2006)
  1. "Sweet Home Song" (スイートホームソング Suīto Hōmu Songu?)
  2. "Mr. Lonely Girl" (Mr.ロンリーガール?)
  3. "Sweet Home Song" (instrumental) (スイートホームソング（インスト）?)
  4. "Mr. Lonely Girl" (instrumental) (Mr.ロンリーガール（インスト）?)

- Clubhouse Sandwich (7 de noviembre de 2007)
  1. "Clubhouse Sandwich" (クラブハウスセンド?)
  2. "Ginger Ale" (ジンジャーエール?)
  3. "Clubhouse Sandwich" (OFF-VOCAL) (クラブハウスセンド（OFF-VOCAL）?)
  4. "Ginger Ale" (OFF-VOCAL) (ジンジャーエール（OFF-VOCAL）?)

#### Álbumes
key (5 de julio de 2006)
1. "key"
2. "Michishirube" (みちしるべ?)
3. "Compass ~egao no yukue~" (コンパス～笑顔の行方～?)
4. "Kimi no Moto e" (君のもとへ?)
5. "TAKE OUT!!"
6. "Song Rider" (ソングライダー Songu Raidā?)
7. "Mug Cup" (マグカップ Magukappu?)
8. "Un" (うん?)
9. "Omoide ga Hoshikatta" (思い出が欲しかった?)
10. "Kimi no Tame ni Dekiru Koto" (キミのためにできること lit. Algo que puede hacer por usted?)
11. "Kenban yori Ai o Komete" (鍵盤より愛をこめて?)

someday (14 de febrero de 2008)
1. クラブハウスサンド
2. Mr.ロンリーガール
3. 答案用紙
4. ジンジャーエール
5. ノウティス
6. 蒼空にくちづけたら
7. Black cat on the piano
8. 戻れない証拠
9. スイートホームソング
10. a direction of the day after tomorrow
11. someday
12. fine

### Mayuko

#### Álbumes
- Aozora (7 de julio de 2005)
- Akatsuki (11 de febrero de 2007)